# 土浦警察署
土浦警察署（つちうらけいさつしょ）は、茨城県土浦市立田町にある、茨城県警察の中規模警察署。署長は警視。

## 所在地
茨城県土浦市立田町1番20号

## 管轄
- 土浦市
- かすみがうら市

## 沿革

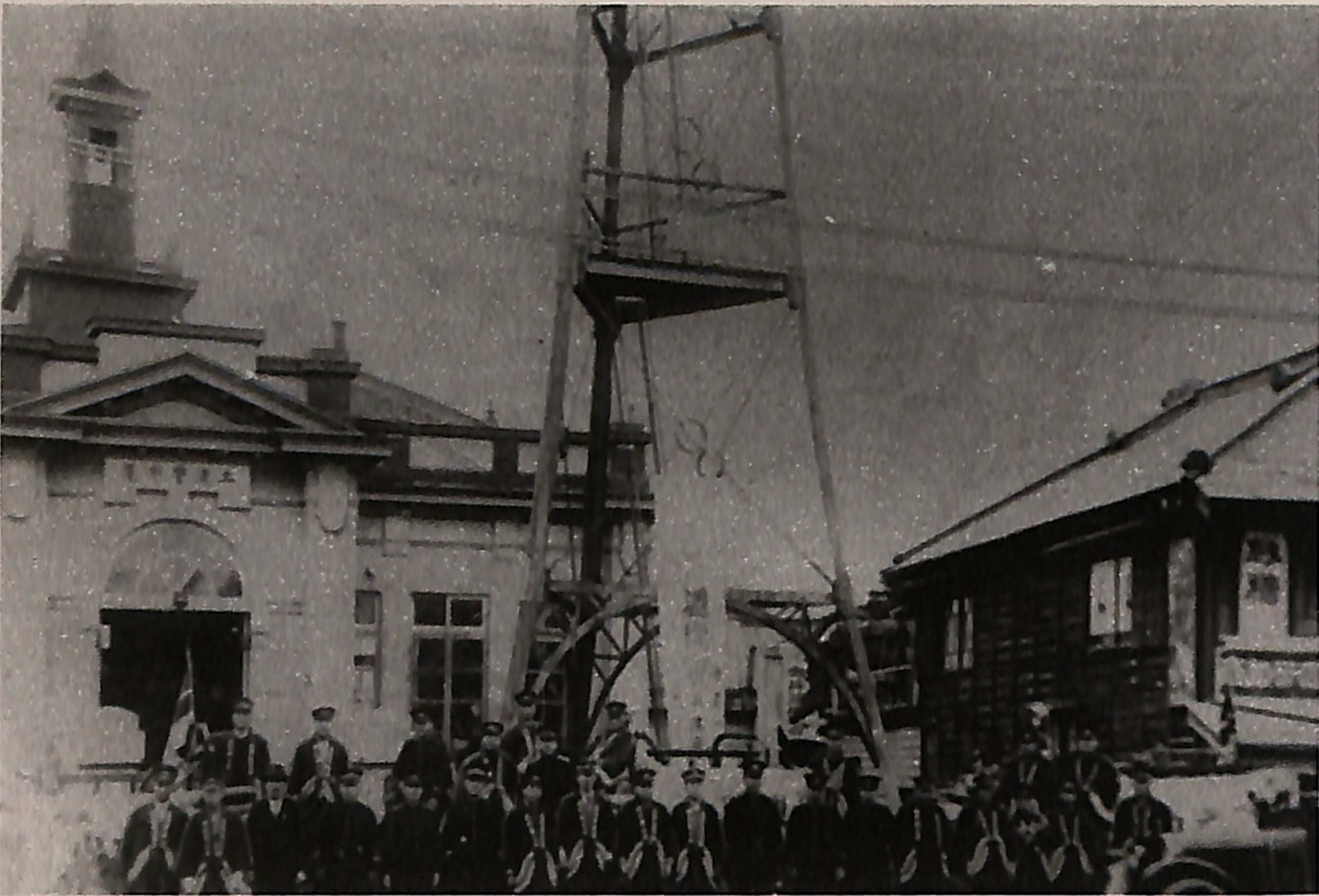
1911年から1936年まで利用された土浦警察署庁舎と警察官

土浦警察署の源流をたどると、土浦藩の会所までさかのぼる。新治県が発足すると邏卒屯所（らそつとんしょ）と称し、大手門前に設置され、1873年（明治6年）に土浦城裏門口に移転した。1875年（明治8年）に茨城県へ編入されると警察出張所となり、1877年（明治10年）に警察署となった。
- 1880年（明治13年）- 田宿町（現・土浦市大手町）に新築・移転する[1]。
- 1911年（明治44年）- 新治郡土浦町字本町（現・土浦市中央一丁目1番26号）へ移転する[2]。
- 1937年（昭和12年）3月 - 土浦町字立田町（現在地）へ移転する[3]。
  - 7月6日 - 大和町巡査派出所を字敷島町に移転し、敷島町巡査派出所へ名称変更する（受持区域は大和町、川口川以南の川口町、敷島町、朝日町、榮町および匂町）。
- 1976年（昭和51年）10月 - 庁舎改築工事が完了する[3]。
- 2005年（平成17年）4月1日 - 牛久警察署の開署にともない、稲敷郡阿見町が管轄区域から外れる[4]。

## 組織
- 署長
- 副署長
- 刑事官
- 地域・交通官
- 警務課
  - 総合相談係
  - 被害者支援係
- 会計課
- 留置管理課
- 地域第一課
- 地域第二課
- 生活安全課
  - 銃刀係
- 刑事第一課
  - 強行犯係
  - 鑑識係
- 刑事第二課
  - 告訴係
- 刑事第三課
- 交通課
- 警備課

## 交番

### 土浦市
- 土浦駅前交番 - 土浦市大和町1-1
- 文京町交番 - 土浦市文京町7-3
- 真鍋町交番 - 土浦市真鍋3丁目1-25
- 荒川沖交番 - 土浦市荒川沖西2丁目10-3
- 神立交番 - 土浦市神立中央3丁目2-23
- 新治都和交番 - 土浦市並木5丁目4824-3

## 駐在所

### かすみがうら市
- 下大津駐在所 - かすみがうら市加茂4472-4
- 美並駐在所 - かすみがうら市深谷3671-1
- 志士庫駐在所 - かすみがうら市宍倉2451-8
- 千代田駐在所 - かすみがうら市上土田429-5

## 主な出来事
- 1969年10月12日 - 田宿交番（当時）を道を尋ねるふりをして訪れた男が、交番前にいた警官を果物ナイフで襲撃する事件が発生。男はピストルを奪う目的で警官を襲ったものであったが何も取らずに逃走。約1時間後、土浦警察署が緊急手配を行う中で逮捕された。警察官は大腿部を刺されて二週間のケガ[5]。